# Jayati Ghosh

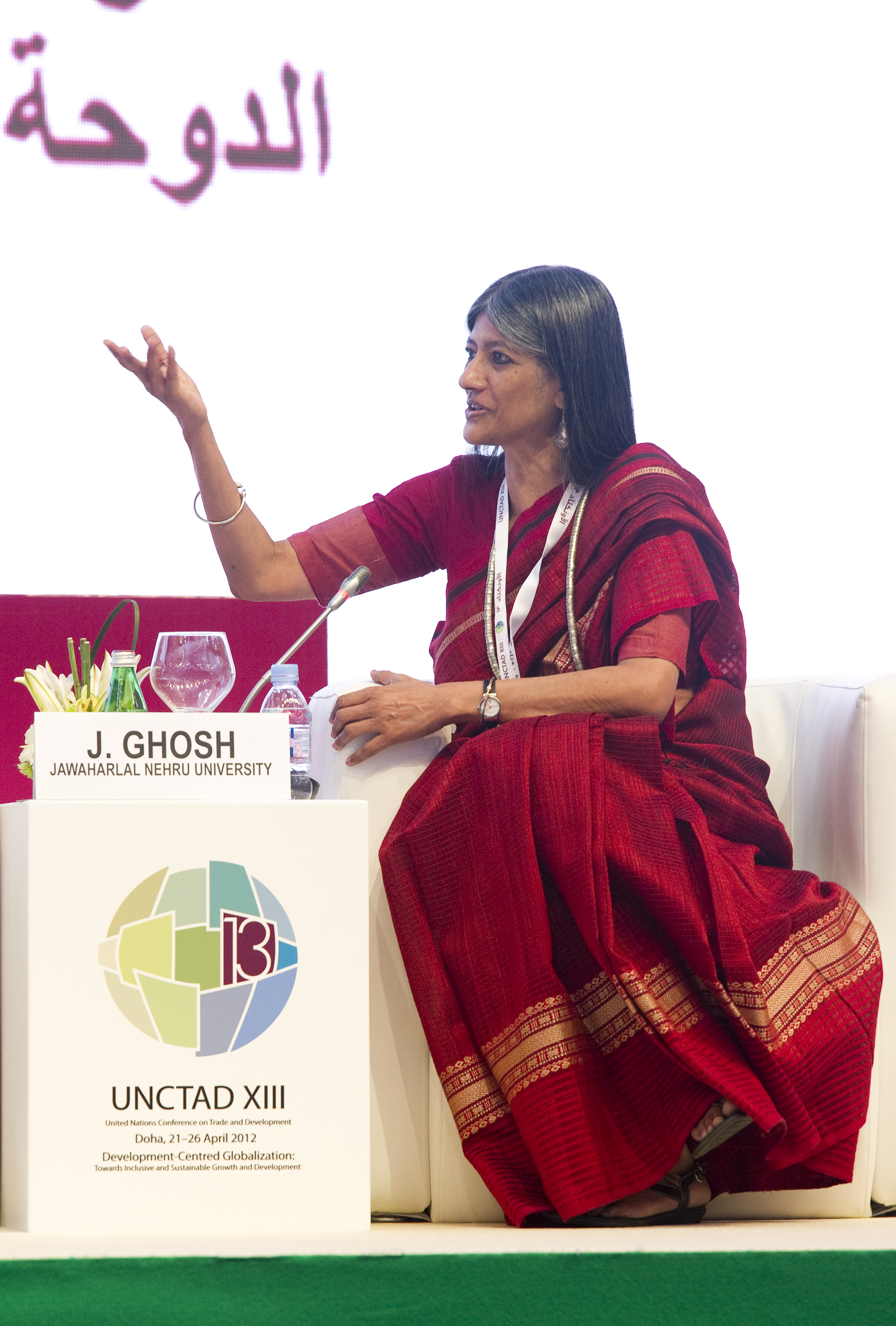
Jayati Ghosh, 2012

Jayati Ghosh (* 1955) ist eine indische Ökonomin.
Ghosh ist Professorin am Zentrum für ökonomische Studien und Planung der Schule für Sozialwissenschaften an der Jawaharlal Nehru University in Neu-Delhi, Indien. Sie hat sich spezialisiert auf Globalisierung, Weltwirtschaft, Arbeitsmuster der Entwicklungsländer, Makroökonomie, Gender und Entwicklung.
Im Jahr 1984 schloss sie ihre Doktorarbeit an der University of Cambridge ab.
Ghosh nimmt aktiv an der öffentlichen Debatte um Auswege aus der Klimakrise teil. So ist sie Mitunterzeichnerin eines im Dezember 2018 veröffentlichten offenen Briefes, in welchem der Politik ein Scheitern bei der Thematisierung der Krise vorgeworfen und dazu aufgerufen wird, sich Bewegungen wie Extinction Rebellion anzuschließen und einen Konsumverzicht zu leisten. Aktiv ist sie außerdem im 2001 gegründeten Netzwerk International Development Economics Associates Limited (IDEAs), das progressive Wirtschaftswissenschaftler in verschiedensten Themenbereichen vereint – zunächst als dessen Generalsekretärin, nun weiterhin als Mitglied im Executive Committee.

## Bücher
- Crisis as conquest: learning from East Asia (2001), zusammen mit C.P. Chandrasekhar
- The market that failed: neoliberal economic reforms in India (2004), zusammen mit C.P. Chandrasekhar
- Never done and poorly paid: women’s work in globalizing India (2009)
- After crisis: adjustment, recovery, and fragility in East Asia (2009)